# Beneath the Surface (film, 1997)
Pour les articles homonymes, voir Beneath the Surface et Descente aux Enfers.
Pour plus de détails, voir Fiche technique et Distribution.
Beneath the Surface (titre original : Under ytan, titre DVD français : Descente aux enfers) est un film suédois de Daniel Fridell (en), sorti en 1997. Il est tiré du roman Glöm inte bort ditt barn de Jeanette Pastoritza, paru en 1995.
Ce film traite de la consommation et du trafic de drogue dure (héroïne), des overdoses, de la manipulation mentale, de la prostitution forcée (esclavage sexuel), de la cure de désintoxication, de l'alcoolisme, de l'adultère, de la négligence et de la violence sur femme et sur enfant.

## Récompenses
- Guldbagge Award de la meilleure actrice en 1998 pour Johanna Sällström
- Guldbagge Award de la meilleure cinématographie (en) en 1998 pour Jens Fischer (en)